# Suppachai Chimdee
Suppachai Chimdee (Thai:ศุภชัย ชิมดี; * 5. Januar 1991) ist ein ehemaliger thailändischer Leichtathlet, der sich auf den Sprint spezialisiert hat.

## Sportliche Laufbahn
Erste internationale Erfahrungen sammelte Suppachai Chimdee im Jahr 2007, als er bei den Jugendweltmeisterschaften in Ostrava mit 49,66 s in der ersten Runde im 400-Meter-Lauf aus und verpasste mit der thailändischen Sprintstaffel (1000 Meter) mit 1:56,95 min den Finaleinzug. Im November startete er bei den Hallenasienspielen in Macau und belegte dort in 3:13,22 min den vierten Platz in der 4-mal-400-Meter-Staffel. Im Jahr darauf schied er bei den Juniorenweltmeisterschaften in Bydgoszcz mit 21,74 s in der Vorrunde im 200-Meter-Lauf aus und belegte mit der 4-mal-100-Meter-Staffel in 40,28 s den achten Platz. Zuvor siegte er bei den Juniorenasienmeisterschaften in 3:10,86 min in der 4-mal-400-Meter-Staffel und sicherte sich in der 4-mal-100-Meter-Staffel in 40,31 s die Silbermedaille. 2009 startete er mit der 4-mal-100-Meter-Staffel bei den Weltmeisterschaften in Berlin und verpasste dort mit 39,73 s den Finaleinzug. Im November belegte er bei den Asienmeisterschaften in Guangzhou in 22,67 s den achten Platz über 200 Meter und gelangte mit der 4-mal-100-Meter-Staffel mit 39,57 s auf Rang sechs. Kurz zuvor gewann er bei den Hallenasienspielen in Hanoi in 3:11,07 min die Silbermedaille in der 4-mal-400-Meter-Staffel gemeinsam mit Chanatip Ruckburee, Jukkatip Pojaroen und Supachai Phachsay hinter dem Team aus Saudi-Arabien. Im Dezember gewann er bei den Südostasienspielen in Vientiane in 21,24 s die Bronzemedaille über 200 Meter hinter dem Indonesier Suryo Agung Wibowo und seinem Landsmann Sittichai Suwonprateep. Zudem siegte er in 39,34 s in der 4-mal-100-Meter-Staffel sowie in 3:08,40 min in der 4-mal-400-Meter-Staffel. Im Jahr darauf siegte er bei den Juniorenasienmeisterschaften in Hanoi in 20,80 s über 200 Meter sowie in 39,82 s in der 4-mal-100-Meter-Staffel und in 3:11,39 min in der 4-mal-400-Meter-Staffel. Kurz darauf schied er bei den Juniorenweltmeisterschaften in Moncton mit 21,11 s im Halbfinale über 200 Meter aus und belegte mit der 4-mal-100-Meter-Staffel in 40,26 s den sechsten Platz. 
2011 nahm er an der Sommer-Universiade in Shenzhen teil und wurde dort im Finale der 4-mal-100-Meter-Staffel disqualifiziert und anschließend schied er bei den Weltmeisterschaften in Daegu mit 39,54 s in der Qualifikationsrunde aus. Im November belegte er bei den Südostasienspielen in Palembang in 10,53 s den fünften Platz im 100-Meter-Lauf und gewann in 21,05 s die Silbermedaille über 200 Meter hinter dem Indonesier Franklin Burumi. Zudem gewann er in 3:14,90 min die Silbermedaille in der 4-mal-400-Meter-Staffel hinter dem Team von den Philippinen. 2013 belegte er bei den Studentenweltspielen in Kasan in 39,30 s den vierten Platz in der 4-mal-100-Meter-Staffel und anschließend gelangte er bei den Südostasienspielen in Naypyidaw mit 21,48 s auf den vierten Platz über 200 Meter und schied mit 48,56 s im Vorlauf über 400 Meter aus. Zudem siegte er in 39,75 s in der 4-mal-100-Meter-Staffel. Im Jahr darauf nahm er an den Asienspielen in Incheon teil und ging dort im Halbfinale über 200 Meter nicht mehr an den Start. Zudem verpasste er in der 4-mal-400-Meter-Staffel mit 3:11,73 min den Finaleinzug. Daraufhin beendete er seine aktive sportliche Karriere im Alter von 23 Jahren.

## Persönliche Bestleistungen
- 100 Meter: 10,47 s, 1. Juni 2010 in Pune
- 200 Meter: 20,68 s (+0,2 m/s), 18. März 2009 in Kanchanaburi
- 400 Meter: 46,78 s, 11. Dezember 2012 in Chiang Mai